# Керим Текин
Керим Tекин (на турски: Kerim Tekin), (18 април 1975 – 27 юни 1998) е турски певец, композитор и актьор.

## Биография и творчество
Той издава първия си албум през 1995 година. Той започва да се снима през 1996. През 1997 г. той публикува втория си албум. Вторият албум е един от най-продаваните албуми на Турция. Въпреки младата си възраст, е продал два милиона албума.
През 1998 г. той умира в пътнотранспортно произшествие, завръщайки се от концерт.

## Албуми
- 1995: Кара Гозлум (Kara Gözlüm)
- 1997: Хайкърсам Дуняя (Haykırsam Dünyaya)

## Кино
- 1996: Мирасьедилер (Mirasyediler) – телевизионен сериал
- 1998: Ьаз Ашкъм (Yaz Aşkım) – TV филм
- 1998: Кар Беуаз (Kar Beyaz)